# Gunārs Skvorcovs
Gunārs Skvorcovs (* 13. Januar 1990 in Saldus, Lettische SSR) ist ein lettischer Eishockeyspieler, der Februar 2022 bei den Odense Bulldogs aus der Metal Ligaen unter Vertrag steht.

## Karriere
Gunārs Skvorcovs stammt aus dem Nachwuchs des HK Liepājas Metalurgs, für den er während der Spielzeit 2004/05 in der lettischen Eishockeyliga debütierte. Ansonsten spielte er bis 2007 für das U18-Juniorenteam des Vereins. Anschließend wurde er in die zweite Herrenmannschaft aufgenommen und spielte während der Saison 2007/08 leihweise einige Spiele für den SK LSPA Riga.
Ab 2008 spielte Skvorcovs parallel für die erste Herrenmannschaft des Vereins in der belarussischen Extraliga und für die zweite Mannschaft in der lettischen Meisterschaft. Dabei gewann er 2009 den litauischen Eishockeypokal und 2011 die lettische Meisterschaft.
Im Sommer 2012 erhielt er zunächst einen Probevertrag bei Dinamo Riga aus der Kontinentalen Hockey-Liga, der im September 2012 verlängert wurde. Im Laufe der Saison wurde er jedoch wieder an seinen Heimatverein ausgeliehen, absolvierte den Großteil der Saison aber bei Dinamo. Mit Dinamo gewann er 2013 den Nadeschda-Pokal der KHL.
Ab September 2019 stand Skvorcovs bei Kunlun Red Star aus der KHL unter Vertrag steht und wurde parallel bei KRS-BSU Peking in der Wysschaja Hockey-Liga eingesetzt. Im November 2020 kehrte er zu Dinamo Riga zurück.

### International
Im Juniorenbereich spielte Skvorcovs für Lettland zunächst bei der U18-Weltmeisterschaft 2008 in der Division I, verpasste aber beim Heimturnier in Riga durch eine 0:1-Niederlage gegen den norwegischen Nachwuchs den Aufstieg in die Top-Division. Mit der lettischen U20-Auswahl spielte er 2008 ebenfalls in der Division I und stieg in dieser Altersklasse mit seinem Team nach einem 3:1-Erfolg im entscheidenden Spiel gegen die am Ende punktgleiche belarussische Mannschaft aufgrund des direkten Vergleichs in die Top-Division auf. Bei den U20-Weltmeisterschaften 2009 und 2010 trat er mit den Balten dann in der Top-Division an.
Nachdem Skvorcovs bereits in der Saison 2010/11 erstmals in der lettischen Herren-Nationalmannschaft gespielt hatte, nahm er 2015 erstmals an einer Weltmeisterschaft teil. Auch bei den Weltmeisterschaften 2016 und 2017 gehörte er zum lettischen Aufgebot.

## Erfolge und Auszeichnungen
- 2008 Aufstieg in die Top-Division bei der U20-Weltmeisterschaft der Division I, Gruppe B
- 2009 Litauischer Pokalsieger mit dem HK Liepājas Metalurgs
- 2011 Lettischer Meister mit dem HK Liepājas Metalurgs
- 2013 Gewinn des Nadeschda-Pokals mit Dinamo Riga

## Karrierestatistik

### International
(Legende zur Spielerstatistik: Sp oder GP = absolvierte Spiele; T oder G = erzielte Tore; V oder A = erzielte Assists; Pkt oder Pts = erzielte Scorerpunkte; SM oder PIM = erhaltene Strafminuten; +/− = Plus/Minus-Bilanz; PP = erzielte Überzahltore; SH = erzielte Unterzahltore; GW = erzielte Siegtore; 1 Play-downs/Relegation; Kursiv: Statistik nicht vollständig)